# Flecha Valona de 2021
A 85.ª edição da clássica ciclista Flecha Valona foi uma corrida em Bélgica que se celebrou a 21 de abril de 2021 com início na cidade de Charleroi situado em Valonia, na província de Hainaut, e final no município de Huy sobre um percurso de 193,6 quilómetros.
A corrida, além de ser a segunda clássica das Ardenas, fez parte do UCI WorldTour de 2021, sendo a décimo quinta corrida de dito circuito do calendário ciclístico de máximo nível mundial. O vencedor foi o francês Julian Alaphilippe do Deceuninck-Quick Step e esteve acompanhado no pódio pelo esloveno Primož Roglič do Jumbo-Visma e o espanhol Alejandro Valverde do Movistar, segundo e terceiro classificado respectivamente.

## Percorrido
A Flecha Valona dispunha de um percurso total de 193,6 quilómetros com algumas mudanças com relação à edição anterior, como importante novidade a linha de saída era a cidade de Charleroi situado na Valônia de Bélgica onde se aumentou consideravelmente sua dureza ao incluir um total de doze ascensiones para finalizar no tradicional Muro de Huy.
| Cotas da corrida |                            |                 |                |            |
| Número           | Nome                       | Comprimento (m) | Pendente média | Quilómetro |
| ---------------- | -------------------------- | --------------- | -------------- | ---------- |
| 1                | Côte de Yvoir              | 2100            | 6 %            | 51,5       |
| 2                | Côte de Thon               | 1200            | 6,9 %          | 85,7       |
| 3                | Côte de Groynne            | 2100            | 5 %            | 94,9       |
| 4                | Côte de Haut-Bois          | 1200            | 7,9 %          | 100,4      |
| 5                | Côte de Gives              | 1400            | 7,7 %          | 114,7      |
| 6                | Muro de Huy (1.ª passo)    | 1300            | 10,2 %         | 130        |
| 7                | Côte d'Ereffe              | 2200            | 5,6 %          | 142,7      |
| 8                | Côte du chemin des Gueuses | 1900            | 6,5 %          | 152,2      |
| 9                | Muro de Huy (2.ª passo)    | 1300            | 9,7 %          | 161,8      |
| 10               | Côte d'Ereffe              | 2100            | 5,6 %          | 174,4      |
| 11               | Côte du chemin des Gueuses | 1900            | 6,7 %          | 183,9      |
| 12               | Muro de Huy (3.ª passo)    | 1300            | 9,7 %          | 193,6      |

## Equipas participantes
Tomaram parte na corrida 25 equipas: 19 de categoria UCI WorldTeam e 6 de categoria UCI ProTeam. Formaram assim um pelotão de 175 ciclistas dos que acabaram 139. As equipas participantes foram:
| Equipes WorldTeam (19)- AG2R Citroën Team - Astana-Premier Tech - Bahrain Victorious - Bora-Hansgrohe - Cofidis - Deceuninck-Quick Step - EF Education-Nippo - Groupama-FDJ - Ineos Grenadiers - Intermarché-Wanty-Gobert Matériaux - Israel Start-Up Nation - Jumbo-Visma - Lotto Soudal - Movistar Team - Team BikeExchange - Team DSM - Qhubeka Assos - Trek-Segafredo - UAE Team Emirates Equipes ProTeam (6)- Alpecin-Fenix - Arkéa-Samsic - Bingoal Pauwels Sauces WB - Delko - Gazprom-RusVelo - Sport Vlaanderen-Baloise |
| |

## Classificações finais
- As classificações finalizaram da seguinte forma:[4]

### Classificação geral
| \| Classificação geral \| Classificação geral \| Classificação geral \| Classificação geral \| Classificação geral \| \| Ciclista \| Ciclista \| Equipe \| Tempo \| \| \| ------------------- \| --------------------- \| ---------------------- \| ------------------- \| ------------------- \| \| 1. \| Julian Alaphilippe \| Deceuninck-Quick Step \| 4h36m25s \| \| \| 2. \| Primož Roglič \| Jumbo-Visma \| + 0s \| \| \| 3. \| Alejandro Valverde \| Movistar Team \| + 6s \| \| \| 4. \| Michael Woods \| Israel Start-Up Nation \| + 8s \| \| \| 5. \| Warren Barguil \| Arkéa-Samsic \| + 11s \| \| \| 6. \| Thomas Pidcock \| Ineos Grenadiers \| + 11s \| \| \| 7. \| David Gaudu \| Groupama-FDJ \| + 11s \| \| \| 8. \| Esteban Chaves \| BikeExchange \| + 11s \| \| \| 9. \| Richard Carapaz \| Ineos Grenadiers \| + 11s \| \| \| 10. \| Maximilian Schachmann \| Bora-Hansgrohe \| + 16s \| \| |                       |                        |          |
| |                       |                        |          |
| Fonte: ProCyclingStats |                       |                        |          |
| Classificação geral |                       |                        |          |
| Ciclista | Ciclista              | Equipe                 | Tempo    |
| 1. | Julian Alaphilippe    | Deceuninck-Quick Step  | 4h36m25s |
| 2. | Primož Roglič         | Jumbo-Visma            | + 0s     |
| 3. | Alejandro Valverde    | Movistar Team          | + 6s     |
| 4. | Michael Woods         | Israel Start-Up Nation | + 8s     |
| 5. | Warren Barguil        | Arkéa-Samsic           | + 11s    |
| 6. | Thomas Pidcock        | Ineos Grenadiers       | + 11s    |
| 7. | David Gaudu           | Groupama-FDJ           | + 11s    |
| 8. | Esteban Chaves        | BikeExchange           | + 11s    |
| 9. | Richard Carapaz       | Ineos Grenadiers       | + 11s    |
| 10. | Maximilian Schachmann | Bora-Hansgrohe         | + 16s    |

## Ciclistas participantes e posições finais
| UAE Team Emirates UAD | UAE Team Emirates UAD      | UAE Team Emirates UAD |
| --------------------- | -------------------------- | --------------------- |
| Num                   | Ciclista                   | Pos                   |
| 1                     | Marc Hirschi (SUI)         | NP                    |
| 2                     | Tadej Pogačar (SLO)        | NP                    |
| 3                     | Rui Costa (POR) (estrada)  | NP                    |
| 4                     | Davide Formolo (ITA)       | NP                    |
| 5                     | Vegard Stake Laengen (NOR) | NP                    |
| 6                     | Jan Polanc (SLO)           | NP                    |
| 7                     | Diego Ulissi (ITA)         | NP                    |

| AG2R Citroën Team ACT | AG2R Citroën Team ACT        | AG2R Citroën Team ACT |
| --------------------- | ---------------------------- | --------------------- |
| Num                   | Ciclista                     | Pos                   |
| 11                    | Benoît Cosnefroy (FRA)       | 18.                   |
| 12                    | Clément Champoussin (FRA)    | 45.                   |
| 13                    | Stan Dewulf (BEL)            | DNF                   |
| 14                    | Dorian Godon (FRA)           | 59.                   |
| 15                    | Lawrence Naesen (BEL)        | 113.                  |
| 16                    | Aurélien Paret-Peintre (FRA) | 33.                   |
| 17                    | Michael Schär (SUI)          | 123.                  |

| Israel Start-Up Nation ISN | Israel Start-Up Nation ISN | Israel Start-Up Nation ISN |
| -------------------------- | -------------------------- | -------------------------- |
| Num                        | Ciclista                   | Pos                        |
| 21                         | Michael Woods (CAN)        | 4.                         |
| 22                         | Guillaume Boivin (CAN)     | 137.                       |
| 23                         | Reto Hollenstein (SUI)     | 114.                       |
| 24                         | Daryl Impey (RSA)          | 52.                        |
| 25                         | Krists Neilands (LAT)      | 31.                        |
| 26                         | James Piccoli (CAN)        | 133.                       |
| 27                         | Guy Sagiv (ISR)            | DNF                        |

| Arkéa-Samsic ARK | Arkéa-Samsic ARK     | Arkéa-Samsic ARK |
| ---------------- | -------------------- | ---------------- |
| Num              | Ciclista             | Pos              |
| 31               | Warren Barguil (FRA) | 5.               |
| 32               | Kévin Ledanois (FRA) | 124.             |
| 33               | Matis Louvel (FRA)   | DNF              |
| 34               | Łukasz Owsian (POL)  | 75.              |
| 35               | Laurent Pichon (FRA) | 97.              |
| 36               | Alan Riou (FRA)      | 122.             |
| 37               | Diego Rosa (ITA)     | 106.             |

| EF Education-Nippo EFN | EF Education-Nippo EFN           | EF Education-Nippo EFN |
| ---------------------- | -------------------------------- | ---------------------- |
| Num                    | Ciclista                         | Pos                    |
| 41                     | Sergio Higuita (COL) (estrada)   | DNF                    |
| 42                     | Jonathan Caicedo (ECU) (estrada) | 55.                    |
| 43                     | Simon Carr (GBR)                 | 35.                    |
| 44                     | Lawson Craddock (USA)            | 98.                    |
| 45                     | Alex Howes (USA) (estrada)       | 99.                    |
| 46                     | Michael Valgren (DEN)            | 46.                    |
| 47                     | Hideto Nakane (JPN)              | 110.                   |

| Deceuninck-Quick Step DQT | Deceuninck-Quick Step DQT          | Deceuninck-Quick Step DQT |
| ------------------------- | ---------------------------------- | ------------------------- |
| Num                       | Ciclista                           | Pos                       |
| 51                        | Julian Alaphilippe (FRA) (estrada) | 1.                        |
| 52                        | Mattia Cattaneo (ITA)              | 71.                       |
| 53                        | Josef Černý (CZE)                  | DNF                       |
| 54                        | Dries Devenyns (BEL)               | 80.                       |
| 55                        | Mikkel Honoré (DEN)                | 42.                       |
| 56                        | James Knox (GBR)                   | 63.                       |
| 57                        | Mauri Vansevenant (BEL)            | 27.                       |

| Ineos Grenadiers IGD | Ineos Grenadiers IGD     | Ineos Grenadiers IGD |
| -------------------- | ------------------------ | -------------------- |
| Num                  | Ciclista                 | Pos                  |
| 61                   | Thomas Pidcock (GBR)     | 6.                   |
| 62                   | Richard Carapaz (ECU)    | 9.                   |
| 63                   | Edward Dunbar (IRL)      | DNF                  |
| 64                   | Tao Geoghegan Hart (GBR) | 62.                  |
| 65                   | Michał Kwiatkowski (POL) | 23.                  |
| 66                   | Luke Rowe (GBR)          | 130.                 |
| 67                   | Adam Yates (GBR)         | 20.                  |

| Bora-Hansgrohe BOH | Bora-Hansgrohe BOH          | Bora-Hansgrohe BOH |
| ------------------ | --------------------------- | ------------------ |
| Num                | Ciclista                    | Pos                |
| 71                 | Maximilian Schachmann (GER) | 10.                |
| 72                 | Cesare Benedetti (ITA)      | 92.                |
| 73                 | Patrick Gamper (AUT)        | 136.               |
| 74                 | Patrick Konrad (AUT)        | 15.                |
| 75                 | Jordi Meeus (BEL)           | DNF                |
| 76                 | Ide Schelling (NED)         | 85.                |
| 77                 | Andreas Schillinger (GER)   | DNF                |

| Trek-Segafredo TFS | Trek-Segafredo TFS     | Trek-Segafredo TFS |
| ------------------ | ---------------------- | ------------------ |
| Num                | Ciclista               | Pos                |
| 81                 | Bauke Mollema (NED)    | 11.                |
| 82                 | Julien Bernard (FRA)   | 40.                |
| 83                 | Nicola Conci (ITA)     | 30.                |
| 84                 | Niklas Eg (DEN)        | 116.               |
| 85                 | Alexander Kamp (DEN)   | 89.                |
| 86                 | Juan Pedro López (ESP) | DNF                |
| 87                 | Toms Skujiņš (LAT)     | 49.                |

| Cofidis COF | Cofidis COF            | Cofidis COF |
| ----------- | ---------------------- | ----------- |
| Num         | Ciclista               | Pos         |
| 91          | Guillaume Martin (FRA) | 16.         |
| 92          | Fernando Barceló (ESP) | 34.         |
| 93          | Rubén Fernández (ESP)  | 60.         |
| 94          | Simon Geschke (GER)    | 76.         |
| 95          | Jesús Herrada (ESP)    | 29.         |
| 96          | Victor Lafay (FRA)     | DNF         |
| 97          | Anthony Perez (FRA)    | 78.         |

| Groupama-FDJ GFC | Groupama-FDJ GFC        | Groupama-FDJ GFC |
| ---------------- | ----------------------- | ---------------- |
| Num              | Ciclista                | Pos              |
| 101              | David Gaudu (FRA)       | 7.               |
| 102              | Bruno Armirail (FRA)    | 96.              |
| 103              | William Bonnet (FRA)    | DNF              |
| 104              | Mathieu Ladagnous (FRA) | 102.             |
| 105              | Valentin Madouas (FRA)  | 86.              |
| 106              | Rudy Molard (FRA)       | 44.              |
| 107              | Romain Seigle (FRA)     | 94.              |

| Bingoal Pauwels Sauces WB BWB | Bingoal Pauwels Sauces WB BWB | Bingoal Pauwels Sauces WB BWB |
| ----------------------------- | ----------------------------- | ----------------------------- |
| Num                           | Ciclista                      | Pos                           |
| 111                           | Jelle Vanendert (BEL)         | 43.                           |
| 112                           | Laurens Huys (BEL)            | 104.                          |
| 113                           | Rémy Mertz (BEL)              | 112.                          |
| 114                           | Kenny Molly (BEL)             | DNF                           |
| 115                           | Mathijs Paasschens (NED)      | 131.                          |
| 116                           | Tom Paquot (BEL)              | DNF                           |
| 117                           | Luc Wirtgen (LUX)             | 119.                          |

| Bahrain Victorious TBV | Bahrain Victorious TBV | Bahrain Victorious TBV |
| ---------------------- | ---------------------- | ---------------------- |
| Num                    | Ciclista               | Pos                    |
| 121                    | Dylan Teuns (BEL)      | 32.                    |
| 122                    | Eros Capecchi (ITA)    | 132.                   |
| 123                    | Jack Haig (AUS)        | 19.                    |
| 124                    | Matej Mohorič (SLO)    | 57.                    |
| 125                    | Wout Poels (NED)       | 22.                    |
| 126                    | Jan Tratnik (SLO)      | 56.                    |
| 127                    | Stephen Williams (GBR) | DNF                    |

| BikeExchange BEX | BikeExchange BEX              | BikeExchange BEX |
| ---------------- | ----------------------------- | ---------------- |
| Num              | Ciclista                      | Pos              |
| 131              | Michael Matthews (AUS)        | 21.              |
| 132              | Brent Bookwalter (USA)        | 74.              |
| 133              | Esteban Chaves (COL)          | 8.               |
| 134              | Tsgabu Grmay (ETH)            | 93.              |
| 135              | Christopher Juul-Jensen (DEN) | 126.             |
| 136              | Barnabás Peák (HUN)           | 139.             |
| 137              | Robert Stannard (AUS)         | 48.              |

| Astana-Premier Tech APT | Astana-Premier Tech APT         | Astana-Premier Tech APT |
| ----------------------- | ------------------------------- | ----------------------- |
| Num                     | Ciclista                        | Pos                     |
| 141                     | Jakob Fuglsang (DEN)            | 17.                     |
| 142                     | Alex Aranburu (ESP)             | 13.                     |
| 143                     | Samuele Battistella (ITA)       | DNF                     |
| 144                     | Stefan de Bod (RSA)             | 73.                     |
| 145                     | Omar Fraile (ESP)               | 58.                     |
| 146                     | Hugo Houle (CAN)                | 127.                    |
| 147                     | Alexey Lutsenko (KAZ) (estrada) | 72.                     |

| Lotto-Soudal LTS | Lotto-Soudal LTS         | Lotto-Soudal LTS |
| ---------------- | ------------------------ | ---------------- |
| Num              | Ciclista                 | Pos              |
| 151              | Tim Wellens (BEL)        | 36.              |
| 152              | Philippe Gilbert (BEL)   | 70.              |
| 153              | Sébastien Grignard (BEL) | 115.             |
| 154              | Tomasz Marczyński (POL)  | 135.             |
| 155              | Sylvain Moniquet (BEL)   | 82.              |
| 156              | Stefano Oldani (ITA)     | DNF              |
| 157              | Tosh Van der Sande (BEL) | 88.              |

| Alpecin-Fenix AFC | Alpecin-Fenix AFC       | Alpecin-Fenix AFC |
| ----------------- | ----------------------- | ----------------- |
| Num               | Ciclista                | Pos               |
| 161               | Louis Vervaeke (BEL)    | 64.               |
| 162               | Floris De Tier (BEL)    | 51.               |
| 163               | Jimmy Janssens (BEL)    | 87.               |
| 164               | Xandro Meurisse (BEL)   | 111.              |
| 165               | Kristian Sbaragli (ITA) | 25.               |
| 166               | Ben Tulett (GBR)        | 12.               |
| 167               | Philipp Walsleben (GER) | 108.              |

| Qhubeka Assos TQA | Qhubeka Assos TQA       | Qhubeka Assos TQA |
| ----------------- | ----------------------- | ----------------- |
| Num               | Ciclista                | Pos               |
| 171               | Fabio Aru (ITA)         | 41.               |
| 172               | Sander Armée (BEL)      | 81.               |
| 173               | Sean Bennett (USA)      | 107.              |
| 174               | Simon Clarke (AUS)      | 65.               |
| 175               | Sergio Henao (COL)      | 28.               |
| 176               | Bert-Jan Lindeman (NED) | DNF               |
| 177               | Robert Power (AUS)      | 90.               |

| Jumbo-Visma TJV | Jumbo-Visma TJV               | Jumbo-Visma TJV |
| --------------- | ----------------------------- | --------------- |
| Num             | Ciclista                      | Pos             |
| 181             | Primož Roglič (SLO) (estrada) | 2.              |
| 182             | Robert Gesink (NED)           | 38.             |
| 183             | Lennard Hofstede (NED)        | 83.             |
| 184             | Paul Martens (GER)            | 125.            |
| 185             | Sam Oomen (NED)               | 37.             |
| 186             | Christoph Pfingsten (GER)     | 129.            |
| 187             | Jonas Vingegaard (DEN)        | 84.             |

| Movistar Team MOV | Movistar Team MOV               | Movistar Team MOV |
| ----------------- | ------------------------------- | ----------------- |
| Num               | Ciclista                        | Pos               |
| 191               | Alejandro Valverde (ESP)        | 3.                |
| 192               | Jorge Arcas (ESP)               | 121.              |
| 193               | Iván García Cortina (ESP)       | DNF               |
| 194               | Matteo Jorgenson (USA)          | 91.               |
| 195               | Enric Mas (ESP)                 | 77.               |
| 196               | Gonzalo Serrano Rodríguez (ESP) | DNF               |
| 197               | Carlos Verona (ESP)             | 66.               |

| Intermarché-Wanty-Gobert Matériaux IWG | Intermarché-Wanty-Gobert Matériaux IWG | Intermarché-Wanty-Gobert Matériaux IWG |
| -------------------------------------- | -------------------------------------- | -------------------------------------- |
| Num                                    | Ciclista                               | Pos                                    |
| 201                                    | Jan Bakelants (BEL)                    | 67.                                    |
| 202                                    | Aimé De Gendt (BEL)                    | 117.                                   |
| 203                                    | Quinten Hermans (BEL)                  | 14.                                    |
| 204                                    | Maurits Lammertink (NED)               | 79.                                    |
| 205                                    | Lorenzo Rota (ITA)                     | 39.                                    |
| 206                                    | Kévin Van Melsen (BEL)                 | 118.                                   |
| 207                                    | Loïc Vliegen (BEL)                     | DNF                                    |

| Team DSM DSM | Team DSM DSM             | Team DSM DSM |
| ------------ | ------------------------ | ------------ |
| Num          | Ciclista                 | Pos          |
| 211          | Andreas Leknessund (NOR) | 53.          |
| 212          | Thymen Arensman (NED)    | 50.          |
| 213          | Marco Brenner (GER)      | 24.          |
| 214          | Mark Donovan (GBR)       | 54.          |
| 215          | Chad Haga (USA)          | DNF          |
| 216          | Martijn Tusveld (NED)    | 68.          |
| 217          | Ilan Van Wilder (BEL)    | 61.          |

| Gazprom-RusVelo GAZ | Gazprom-RusVelo GAZ      | Gazprom-RusVelo GAZ |
| ------------------- | ------------------------ | ------------------- |
| Num                 | Ciclista                 | Pos                 |
| 221                 | Roman Kreuziger (CZE)    | 47.                 |
| 222                 | Marco Canola (ITA)       | 128.                |
| 223                 | Serguei Chernetski (RUS) | 69.                 |
| 224                 | Petr Rikunov (RUS)       | DNF                 |
| 225                 | Ivan Rovny (RUS)         | DNF                 |
| 226                 | Dmitry Strakhov (RUS)    | 120.                |
| 227                 | Simone Velasco (ITA)     | 100.                |

| Sport Vlaanderen-Baloise SVB | Sport Vlaanderen-Baloise SVB | Sport Vlaanderen-Baloise SVB |
| ---------------------------- | ---------------------------- | ---------------------------- |
| Num                          | Ciclista                     | Pos                          |
| 231                          | Aaron Van Poucke (BEL)       | DNF                          |
| 232                          | Alex Colman (BEL)            | 134.                         |
| 233                          | Rune Herregodts (BEL)        | 109.                         |
| 234                          | Arne Marit (BEL)             | DNF                          |
| 235                          | Julian Mertens (BEL)         | 103.                         |
| 236                          | Thomas Sprengers (BEL)       | 95.                          |
| 237                          | Aaron Verwilst (BEL)         | DNF                          |

| Delko DKO | Delko DKO                | Delko DKO |
| --------- | ------------------------ | --------- |
| Num       | Ciclista                 | Pos       |
| 241       | Biniam Girmay (ERI)      | 101.      |
| 242       | Clément Carisey (FRA)    | DNF       |
| 243       | Alessandro Fedeli (ITA)  | DNF       |
| 244       | Delio Fernández (ESP)    | 105.      |
| 245       | Mauro Finetto (ITA)      | 26.       |
| 246       | August Jensen (NOR)      | 138.      |
| 247       | Mathias Le Turnier (FRA) | DNF       |

| UAE Team Emirates UAD | UAE Team Emirates UAD      | UAE Team Emirates UAD |
| --------------------- | -------------------------- | --------------------- |
| Num                   | Ciclista                   | Pos                   |
| 1                     | Marc Hirschi (SUI)         | NP                    |
| 2                     | Tadej Pogačar (SLO)        | NP                    |
| 3                     | Rui Costa (POR) (estrada)  | NP                    |
| 4                     | Davide Formolo (ITA)       | NP                    |
| 5                     | Vegard Stake Laengen (NOR) | NP                    |
| 6                     | Jan Polanc (SLO)           | NP                    |
| 7                     | Diego Ulissi (ITA)         | NP                    |

| AG2R Citroën Team ACT | AG2R Citroën Team ACT        | AG2R Citroën Team ACT |
| --------------------- | ---------------------------- | --------------------- |
| Num                   | Ciclista                     | Pos                   |
| 11                    | Benoît Cosnefroy (FRA)       | 18.                   |
| 12                    | Clément Champoussin (FRA)    | 45.                   |
| 13                    | Stan Dewulf (BEL)            | DNF                   |
| 14                    | Dorian Godon (FRA)           | 59.                   |
| 15                    | Lawrence Naesen (BEL)        | 113.                  |
| 16                    | Aurélien Paret-Peintre (FRA) | 33.                   |
| 17                    | Michael Schär (SUI)          | 123.                  |

| Israel Start-Up Nation ISN | Israel Start-Up Nation ISN | Israel Start-Up Nation ISN |
| -------------------------- | -------------------------- | -------------------------- |
| Num                        | Ciclista                   | Pos                        |
| 21                         | Michael Woods (CAN)        | 4.                         |
| 22                         | Guillaume Boivin (CAN)     | 137.                       |
| 23                         | Reto Hollenstein (SUI)     | 114.                       |
| 24                         | Daryl Impey (RSA)          | 52.                        |
| 25                         | Krists Neilands (LAT)      | 31.                        |
| 26                         | James Piccoli (CAN)        | 133.                       |
| 27                         | Guy Sagiv (ISR)            | DNF                        |

| Arkéa-Samsic ARK | Arkéa-Samsic ARK     | Arkéa-Samsic ARK |
| ---------------- | -------------------- | ---------------- |
| Num              | Ciclista             | Pos              |
| 31               | Warren Barguil (FRA) | 5.               |
| 32               | Kévin Ledanois (FRA) | 124.             |
| 33               | Matis Louvel (FRA)   | DNF              |
| 34               | Łukasz Owsian (POL)  | 75.              |
| 35               | Laurent Pichon (FRA) | 97.              |
| 36               | Alan Riou (FRA)      | 122.             |
| 37               | Diego Rosa (ITA)     | 106.             |

| EF Education-Nippo EFN | EF Education-Nippo EFN           | EF Education-Nippo EFN |
| ---------------------- | -------------------------------- | ---------------------- |
| Num                    | Ciclista                         | Pos                    |
| 41                     | Sergio Higuita (COL) (estrada)   | DNF                    |
| 42                     | Jonathan Caicedo (ECU) (estrada) | 55.                    |
| 43                     | Simon Carr (GBR)                 | 35.                    |
| 44                     | Lawson Craddock (USA)            | 98.                    |
| 45                     | Alex Howes (USA) (estrada)       | 99.                    |
| 46                     | Michael Valgren (DEN)            | 46.                    |
| 47                     | Hideto Nakane (JPN)              | 110.                   |

| Deceuninck-Quick Step DQT | Deceuninck-Quick Step DQT          | Deceuninck-Quick Step DQT |
| ------------------------- | ---------------------------------- | ------------------------- |
| Num                       | Ciclista                           | Pos                       |
| 51                        | Julian Alaphilippe (FRA) (estrada) | 1.                        |
| 52                        | Mattia Cattaneo (ITA)              | 71.                       |
| 53                        | Josef Černý (CZE)                  | DNF                       |
| 54                        | Dries Devenyns (BEL)               | 80.                       |
| 55                        | Mikkel Honoré (DEN)                | 42.                       |
| 56                        | James Knox (GBR)                   | 63.                       |
| 57                        | Mauri Vansevenant (BEL)            | 27.                       |

| Ineos Grenadiers IGD | Ineos Grenadiers IGD     | Ineos Grenadiers IGD |
| -------------------- | ------------------------ | -------------------- |
| Num                  | Ciclista                 | Pos                  |
| 61                   | Thomas Pidcock (GBR)     | 6.                   |
| 62                   | Richard Carapaz (ECU)    | 9.                   |
| 63                   | Edward Dunbar (IRL)      | DNF                  |
| 64                   | Tao Geoghegan Hart (GBR) | 62.                  |
| 65                   | Michał Kwiatkowski (POL) | 23.                  |
| 66                   | Luke Rowe (GBR)          | 130.                 |
| 67                   | Adam Yates (GBR)         | 20.                  |

| Bora-Hansgrohe BOH | Bora-Hansgrohe BOH          | Bora-Hansgrohe BOH |
| ------------------ | --------------------------- | ------------------ |
| Num                | Ciclista                    | Pos                |
| 71                 | Maximilian Schachmann (GER) | 10.                |
| 72                 | Cesare Benedetti (ITA)      | 92.                |
| 73                 | Patrick Gamper (AUT)        | 136.               |
| 74                 | Patrick Konrad (AUT)        | 15.                |
| 75                 | Jordi Meeus (BEL)           | DNF                |
| 76                 | Ide Schelling (NED)         | 85.                |
| 77                 | Andreas Schillinger (GER)   | DNF                |

| Trek-Segafredo TFS | Trek-Segafredo TFS     | Trek-Segafredo TFS |
| ------------------ | ---------------------- | ------------------ |
| Num                | Ciclista               | Pos                |
| 81                 | Bauke Mollema (NED)    | 11.                |
| 82                 | Julien Bernard (FRA)   | 40.                |
| 83                 | Nicola Conci (ITA)     | 30.                |
| 84                 | Niklas Eg (DEN)        | 116.               |
| 85                 | Alexander Kamp (DEN)   | 89.                |
| 86                 | Juan Pedro López (ESP) | DNF                |
| 87                 | Toms Skujiņš (LAT)     | 49.                |

| Cofidis COF | Cofidis COF            | Cofidis COF |
| ----------- | ---------------------- | ----------- |
| Num         | Ciclista               | Pos         |
| 91          | Guillaume Martin (FRA) | 16.         |
| 92          | Fernando Barceló (ESP) | 34.         |
| 93          | Rubén Fernández (ESP)  | 60.         |
| 94          | Simon Geschke (GER)    | 76.         |
| 95          | Jesús Herrada (ESP)    | 29.         |
| 96          | Victor Lafay (FRA)     | DNF         |
| 97          | Anthony Perez (FRA)    | 78.         |

| Groupama-FDJ GFC | Groupama-FDJ GFC        | Groupama-FDJ GFC |
| ---------------- | ----------------------- | ---------------- |
| Num              | Ciclista                | Pos              |
| 101              | David Gaudu (FRA)       | 7.               |
| 102              | Bruno Armirail (FRA)    | 96.              |
| 103              | William Bonnet (FRA)    | DNF              |
| 104              | Mathieu Ladagnous (FRA) | 102.             |
| 105              | Valentin Madouas (FRA)  | 86.              |
| 106              | Rudy Molard (FRA)       | 44.              |
| 107              | Romain Seigle (FRA)     | 94.              |

| Bingoal Pauwels Sauces WB BWB | Bingoal Pauwels Sauces WB BWB | Bingoal Pauwels Sauces WB BWB |
| ----------------------------- | ----------------------------- | ----------------------------- |
| Num                           | Ciclista                      | Pos                           |
| 111                           | Jelle Vanendert (BEL)         | 43.                           |
| 112                           | Laurens Huys (BEL)            | 104.                          |
| 113                           | Rémy Mertz (BEL)              | 112.                          |
| 114                           | Kenny Molly (BEL)             | DNF                           |
| 115                           | Mathijs Paasschens (NED)      | 131.                          |
| 116                           | Tom Paquot (BEL)              | DNF                           |
| 117                           | Luc Wirtgen (LUX)             | 119.                          |

| Bahrain Victorious TBV | Bahrain Victorious TBV | Bahrain Victorious TBV |
| ---------------------- | ---------------------- | ---------------------- |
| Num                    | Ciclista               | Pos                    |
| 121                    | Dylan Teuns (BEL)      | 32.                    |
| 122                    | Eros Capecchi (ITA)    | 132.                   |
| 123                    | Jack Haig (AUS)        | 19.                    |
| 124                    | Matej Mohorič (SLO)    | 57.                    |
| 125                    | Wout Poels (NED)       | 22.                    |
| 126                    | Jan Tratnik (SLO)      | 56.                    |
| 127                    | Stephen Williams (GBR) | DNF                    |

| BikeExchange BEX | BikeExchange BEX              | BikeExchange BEX |
| ---------------- | ----------------------------- | ---------------- |
| Num              | Ciclista                      | Pos              |
| 131              | Michael Matthews (AUS)        | 21.              |
| 132              | Brent Bookwalter (USA)        | 74.              |
| 133              | Esteban Chaves (COL)          | 8.               |
| 134              | Tsgabu Grmay (ETH)            | 93.              |
| 135              | Christopher Juul-Jensen (DEN) | 126.             |
| 136              | Barnabás Peák (HUN)           | 139.             |
| 137              | Robert Stannard (AUS)         | 48.              |

| Astana-Premier Tech APT | Astana-Premier Tech APT         | Astana-Premier Tech APT |
| ----------------------- | ------------------------------- | ----------------------- |
| Num                     | Ciclista                        | Pos                     |
| 141                     | Jakob Fuglsang (DEN)            | 17.                     |
| 142                     | Alex Aranburu (ESP)             | 13.                     |
| 143                     | Samuele Battistella (ITA)       | DNF                     |
| 144                     | Stefan de Bod (RSA)             | 73.                     |
| 145                     | Omar Fraile (ESP)               | 58.                     |
| 146                     | Hugo Houle (CAN)                | 127.                    |
| 147                     | Alexey Lutsenko (KAZ) (estrada) | 72.                     |

| Lotto-Soudal LTS | Lotto-Soudal LTS         | Lotto-Soudal LTS |
| ---------------- | ------------------------ | ---------------- |
| Num              | Ciclista                 | Pos              |
| 151              | Tim Wellens (BEL)        | 36.              |
| 152              | Philippe Gilbert (BEL)   | 70.              |
| 153              | Sébastien Grignard (BEL) | 115.             |
| 154              | Tomasz Marczyński (POL)  | 135.             |
| 155              | Sylvain Moniquet (BEL)   | 82.              |
| 156              | Stefano Oldani (ITA)     | DNF              |
| 157              | Tosh Van der Sande (BEL) | 88.              |

| Alpecin-Fenix AFC | Alpecin-Fenix AFC       | Alpecin-Fenix AFC |
| ----------------- | ----------------------- | ----------------- |
| Num               | Ciclista                | Pos               |
| 161               | Louis Vervaeke (BEL)    | 64.               |
| 162               | Floris De Tier (BEL)    | 51.               |
| 163               | Jimmy Janssens (BEL)    | 87.               |
| 164               | Xandro Meurisse (BEL)   | 111.              |
| 165               | Kristian Sbaragli (ITA) | 25.               |
| 166               | Ben Tulett (GBR)        | 12.               |
| 167               | Philipp Walsleben (GER) | 108.              |

| Qhubeka Assos TQA | Qhubeka Assos TQA       | Qhubeka Assos TQA |
| ----------------- | ----------------------- | ----------------- |
| Num               | Ciclista                | Pos               |
| 171               | Fabio Aru (ITA)         | 41.               |
| 172               | Sander Armée (BEL)      | 81.               |
| 173               | Sean Bennett (USA)      | 107.              |
| 174               | Simon Clarke (AUS)      | 65.               |
| 175               | Sergio Henao (COL)      | 28.               |
| 176               | Bert-Jan Lindeman (NED) | DNF               |
| 177               | Robert Power (AUS)      | 90.               |

| Jumbo-Visma TJV | Jumbo-Visma TJV               | Jumbo-Visma TJV |
| --------------- | ----------------------------- | --------------- |
| Num             | Ciclista                      | Pos             |
| 181             | Primož Roglič (SLO) (estrada) | 2.              |
| 182             | Robert Gesink (NED)           | 38.             |
| 183             | Lennard Hofstede (NED)        | 83.             |
| 184             | Paul Martens (GER)            | 125.            |
| 185             | Sam Oomen (NED)               | 37.             |
| 186             | Christoph Pfingsten (GER)     | 129.            |
| 187             | Jonas Vingegaard (DEN)        | 84.             |

| Movistar Team MOV | Movistar Team MOV               | Movistar Team MOV |
| ----------------- | ------------------------------- | ----------------- |
| Num               | Ciclista                        | Pos               |
| 191               | Alejandro Valverde (ESP)        | 3.                |
| 192               | Jorge Arcas (ESP)               | 121.              |
| 193               | Iván García Cortina (ESP)       | DNF               |
| 194               | Matteo Jorgenson (USA)          | 91.               |
| 195               | Enric Mas (ESP)                 | 77.               |
| 196               | Gonzalo Serrano Rodríguez (ESP) | DNF               |
| 197               | Carlos Verona (ESP)             | 66.               |

| Intermarché-Wanty-Gobert Matériaux IWG | Intermarché-Wanty-Gobert Matériaux IWG | Intermarché-Wanty-Gobert Matériaux IWG |
| -------------------------------------- | -------------------------------------- | -------------------------------------- |
| Num                                    | Ciclista                               | Pos                                    |
| 201                                    | Jan Bakelants (BEL)                    | 67.                                    |
| 202                                    | Aimé De Gendt (BEL)                    | 117.                                   |
| 203                                    | Quinten Hermans (BEL)                  | 14.                                    |
| 204                                    | Maurits Lammertink (NED)               | 79.                                    |
| 205                                    | Lorenzo Rota (ITA)                     | 39.                                    |
| 206                                    | Kévin Van Melsen (BEL)                 | 118.                                   |
| 207                                    | Loïc Vliegen (BEL)                     | DNF                                    |

| Team DSM DSM | Team DSM DSM             | Team DSM DSM |
| ------------ | ------------------------ | ------------ |
| Num          | Ciclista                 | Pos          |
| 211          | Andreas Leknessund (NOR) | 53.          |
| 212          | Thymen Arensman (NED)    | 50.          |
| 213          | Marco Brenner (GER)      | 24.          |
| 214          | Mark Donovan (GBR)       | 54.          |
| 215          | Chad Haga (USA)          | DNF          |
| 216          | Martijn Tusveld (NED)    | 68.          |
| 217          | Ilan Van Wilder (BEL)    | 61.          |

| Gazprom-RusVelo GAZ | Gazprom-RusVelo GAZ      | Gazprom-RusVelo GAZ |
| ------------------- | ------------------------ | ------------------- |
| Num                 | Ciclista                 | Pos                 |
| 221                 | Roman Kreuziger (CZE)    | 47.                 |
| 222                 | Marco Canola (ITA)       | 128.                |
| 223                 | Serguei Chernetski (RUS) | 69.                 |
| 224                 | Petr Rikunov (RUS)       | DNF                 |
| 225                 | Ivan Rovny (RUS)         | DNF                 |
| 226                 | Dmitry Strakhov (RUS)    | 120.                |
| 227                 | Simone Velasco (ITA)     | 100.                |

| Sport Vlaanderen-Baloise SVB | Sport Vlaanderen-Baloise SVB | Sport Vlaanderen-Baloise SVB |
| ---------------------------- | ---------------------------- | ---------------------------- |
| Num                          | Ciclista                     | Pos                          |
| 231                          | Aaron Van Poucke (BEL)       | DNF                          |
| 232                          | Alex Colman (BEL)            | 134.                         |
| 233                          | Rune Herregodts (BEL)        | 109.                         |
| 234                          | Arne Marit (BEL)             | DNF                          |
| 235                          | Julian Mertens (BEL)         | 103.                         |
| 236                          | Thomas Sprengers (BEL)       | 95.                          |
| 237                          | Aaron Verwilst (BEL)         | DNF                          |

| Delko DKO | Delko DKO                | Delko DKO |
| --------- | ------------------------ | --------- |
| Num       | Ciclista                 | Pos       |
| 241       | Biniam Girmay (ERI)      | 101.      |
| 242       | Clément Carisey (FRA)    | DNF       |
| 243       | Alessandro Fedeli (ITA)  | DNF       |
| 244       | Delio Fernández (ESP)    | 105.      |
| 245       | Mauro Finetto (ITA)      | 26.       |
| 246       | August Jensen (NOR)      | 138.      |
| 247       | Mathias Le Turnier (FRA) | DNF       |

Convenções:
- AB: Abandono
- FLT: Retiro por chegada fora do limite de tempo
- NTS: Não tomou a saída
- DES: Desclassificado ou expulsado

## UCI World Ranking
A Flecha Valona outorgou pontos para o UCI World Ranking para corredores das equipas nas categorias UCI WorldTeam, UCI ProTeam e Continental. As seguintes tabelas são o barómetro de pontuação e os 10 corredores que obtiveram mais pontos:
| Posição   | 1.º | 2.º | 3.º | 4.º | 5.º | 6.º | 7.º | 8.º | 9.º | 10.º | 11.º | 12.º | 13.º | 14.º | 15.º | 16.º-20.º | 21.º-30.º | 31.º-50.º | 51.º-55.º | 56.º-60.º |
| Pontuação | 400 | 320 | 260 | 220 | 180 | 140 | 120 | 100 | 80  | 68   | 56   | 48   | 40   | 32   | 28   | 24        | 16        | 8         | 4         | 2         |

| Classificação |                       |                        |        |
| Posição       | Ciclista              | Equipa                 | Pontos |
| ------------- | --------------------- | ---------------------- | ------ |
| 1.º           | Julian Alaphilippe    | Deceuninck-Quick Step  | 400    |
| 2.º           | Primož Roglič         | Jumbo-Visma            | 320    |
| 3.º           | Alejandro Valverde    | Movistar               | 260    |
| 4.º           | Michael Woods         | Israel Start-Up Nation | 220    |
| 5.º           | Warren Barguil        | Arkéa Samsic           | 180    |
| 6.º           | Thomas Pidcock        | Ineos Grenadiers       | 140    |
| 7.º           | David Gaudu           | Groupama-FDJ           | 120    |
| 8.º           | Esteban Chaves        | BikeExchange           | 100    |
| 9.º           | Richard Carapaz       | Ineos Grenadiers       | 80     |
| 10.º          | Maximilian Schachmann | Bora-Hansgrohe         | 68     |